# Richard Kleindienst
Richard Gordon Kleindienst, född 5 augusti 1923 i Winslow, Arizona, död 3 februari 2000 i Prescott, Arizona, var en amerikansk statstjänsteman, jurist och republikansk politiker.
Kleindienst tjänstgjorde 1943-1946 i United States Army Air Corps. Han studerade sedan vid Harvard University och utexaminerades med en juridikexamen från Harvard Law School 1950.
Kleindienst var vice justitieminister 1969-1972, och president Richard Nixon utnämnde honom till justitieminister den 12 juni 1972.
Kleindienst avgick den 30 april 1973, medan Watergateaffären pågick. Han avgick samma dag som John Dean fick sparken och H. R. Haldeman och John Ehrlichman också avgick. Kleindienst dömdes för mened som han gjort sig skyldig till när han framträdde inför USA:s senat strax före att hans utnämning konfirmerades 1972. Han fick böter och ett villkorligt fängelsestraff.
1985 utkom hans memoarer Justice: The Memoirs of Attorney General Richard Kleindienst. Han avled i lungcancer 2000.